# Гребля Лекхал
Гребля Лекхал (Lekhal) – гідротехнічна споруда на півночі Алжиру.
Греблю спорудили в 1982 – 1985 роках на уеді Лекхал, що є лівою твірною уеду Еддус (Eddous) – однієї з твірних уеду Сахель (Sahel), який є лівою твірною уеду Суммам (Soummam), що впадає в Середземне море на південній околиці Беджаї. Можливо також відзначити, що нижче по сточищу на уеду Еддус існує інша велика гребля Тілесдіт. Водозбірний басейн вище від споруди складає 189 км2, а її головним призначенням є іригація та водопостачання.
В межах проекту долину уеду перекрили земляною греблею висотою 45 метрів та довжиною 630 метрів. Також облаштували водоскид, який спроможний під час повені пропускати 550 м3/с. 
Гребля утворила водосховище площею поверхні 2,5 км2 та об’ємом 30 млн м3, при цьому проектна втрата об’єму унаслідок замулення становить 0,17 млн м3 на рік. Нормальний рівень водойми знаходиться на позначці 684,4 метра НРМ, а під час повені може зростати до 687 метрів НРМ.